# クバ王国
クバ王国（ブションゴ語: Bushoong - ブションゴ、ヨルバ語: Ilẹ̀ Ọba Bakuba - バクバとも、1625年 - 1900年）は植民地以前の中央アフリカ南部の国で、周囲を、サンクル川、ルルア川（英語: Lulua River）、カサイ川に囲まれた、のちのコンゴ民主共和国南部の西カサイ州に位置していた王国。クバ人たちは、16世紀頃に北方から移動してきた。

## シャアム・ア＝ムブル
この王国は、事実上の中央集権的権威をまったく持たなかった多数の部族とエスニック・グループによる、いくつかの首長国のかたまりとして始まった。1625年前後に、その地域の外からやってきた、シャアム・ア＝ムブル・ア・ンゴーング＝シャアムとして知られる人物が、地域の支配者のひとりから主権を簒奪し、彼のリーダーシップのもとで、すべての首長国が統一された。伝承の伝えるところでは、シャアム・ア＝ムブルは、クバ王妃の連れ子であったという。彼は西のペンデやコンゴなどの諸王国に文化を学びに赴いた。これらの国から学びうるすべてを学んだあと、皇帝の政治的・社会的・経済的な基盤を形成しようとクバに戻ってきた。

## 統治組織
クバ人の統治組織は、能力に基づく位階制を目指したと認知されているが、権力はなお貴族たちの手に残された。クバ人の統治組織は、ブショング族に属し、ニィムと呼ばれる1人の王がコントロールしている。その王は、エリートたちが代表するクバ人のサブグループすべてからなる、王の前に置かれた宮廷評議会に対して責任を負っていた。
現在の首長コット＝ア＝ムブウェキ3世は、1969年以降在位である。

## 成長
近隣の民族から進んだ技術を取り入れたことに加え、トウモロコシ、タバコ、キャッサバ、豆のようなアメリカ大陸から導入された農作物の導入などにより王国は19世紀に最盛期を迎える。クバ王国は非常に富かになり、クバ人貴族の依頼により作られた偉大な芸術作品の数々を生み出した。クバの王たちは代々、宮廷の儀式のためにもっとも素晴らしい作品を手に入れ、そうした作品とともに葬られた。

## 文化

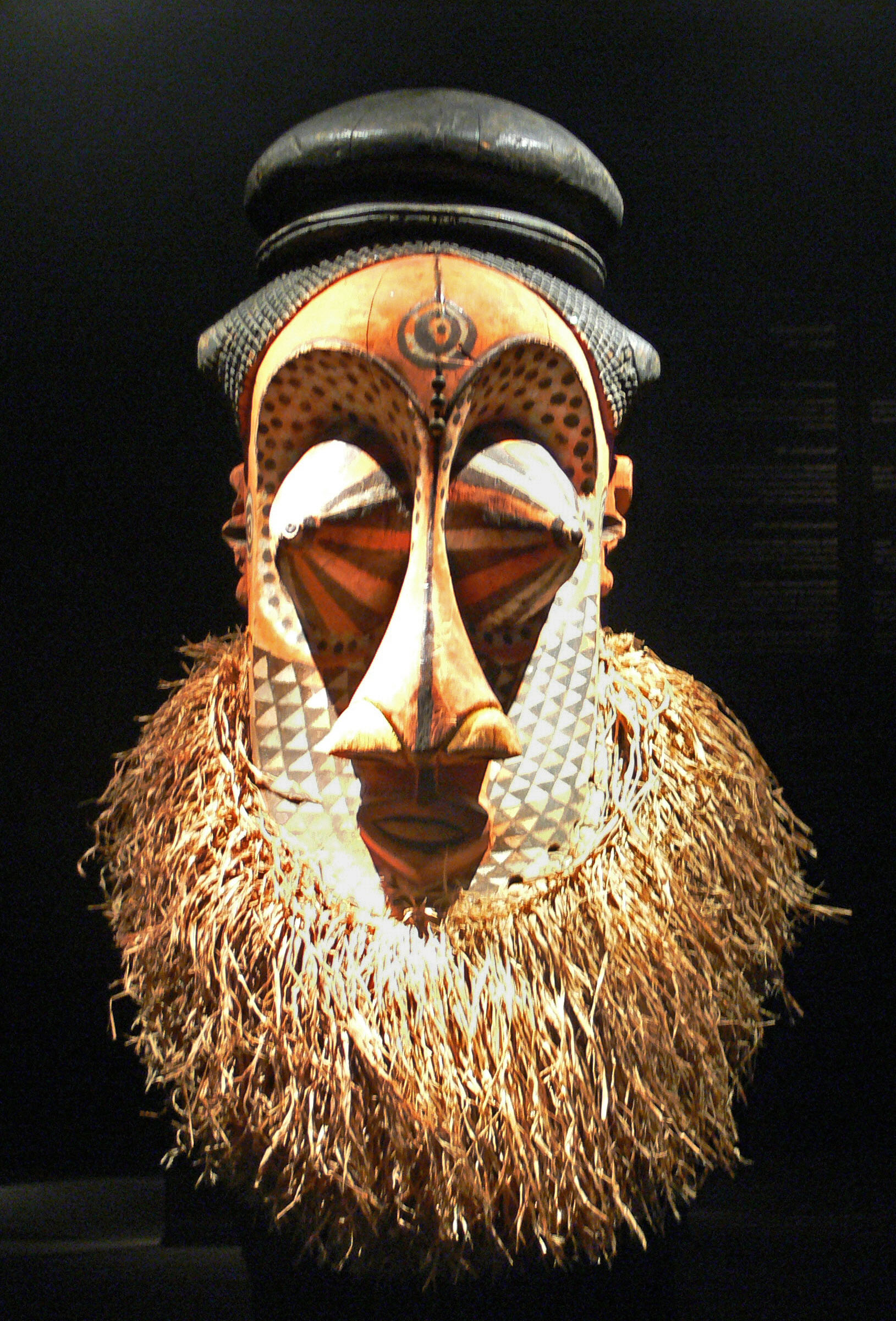
ヘルメット状の仮面、"ムルワルワ", 南クバ、19世紀もしくは20世紀初頭

ラフィアと呼ばれるヤシ科の植物で織られた「クバの布」や飾りの付いた帽子、ヤシの器、化粧箱などのなかでももっとも有名なのは、精妙な幾何学的パターン、見事な繊維、木の実、ビーズ、貝殻をあしらった、画期的なヘルメット状の仮面である。クバ人たちは、装飾のない表面を残すことのできない人びととして描かれてきた。
クバ・ボックスとして知られ、クバ人たちが「ングディ・ム・ンティ」と呼ぶ箱にも様々な装飾が施される。
トゥクラ (クバ人はトゥールと呼ぶ）はマメ科の木カムウッドを原料とする赤い粉末である。クバの美の概念にとって赤は本質的な色であり、埋葬時に塗るほか、かつては、ダンスや重要な儀式に際しても、顔や髪、胸を飾るために用いられた。トゥクラはまた、ラフィア布を染めるために、他の顔料にも混ぜられる。
1700年以降に、ミシャ・ミ＝シャアング・ア＝ムブル王がンドップ型と呼ばれる、木製彫刻を導入した。これは王に似せて彫られ、王の個人的な君臨を表象している。これらの図柄にはつねに王の像や人格的なシンボルが含まれている。
椰子で彫ったワイン用の器や、装飾的に彫られた箱は、所有者のクバの宮廷での地位と比較された。1880年代の地位のあるブショングの男は家門の所持品のデザインを競い合った。

## 最盛期と没落
クバ王国は19世紀のなかばに最盛期を迎えた。ヨーロッパ人がはじめてこの地域に到達したのは、1884年のことであった。この王国は、比較的孤立していたため、沿岸部のコンゴ王国やンドンゴ王国（現アンゴラ）ほどは、奴隷貿易の影響を受けなかった。19世紀も終わりごろに向かうと、王国はen:Kasai regionに居住するen:Songye peopleのンサポ人部族の侵入を受けるようになる。衰弱した王国が勢いを取り戻すことはなく、ベルギーの保護領となった時代にはふたたび首長国へと分裂した。

## 関連文献
- 根津かやこ著『世界のクラウンジュエル CROWN JEWELS OF THE WORLD』パイ インターナショナル、2020年、168頁